# Zaoqiang
Der Kreis Zaoqiang (枣强县,  Zǎoqiáng Xiàn) ist ein Kreis der bezirksfreien Stadt Hengshui in der chinesischen Provinz Hebei. Er hat eine Fläche von 903,8 km² und zählt 394.469 Einwohner (Stand: Zensus 2010). Sein Hauptort ist die Großgemeinde Zaoqiang (枣强镇).

## Administrative Gliederung
Auf Gemeindeebene setzt sich der Kreis aus sechs Großgemeinden und fünf Gemeinden zusammen. 